# Забайкалець
Забайкалець (рос. Забайкалец) — село у Поронайському міському окрузі Сахалінської області Російської Федерації.
Населення становить 203 особи (2013).

## Історія
З 1905 по 3 вересня 1945 року у складі губернаторства Карафуто Японії, відтак у складі Поронайського міського округу Сахалінської області.

## Населення
| 1935 | 2002 | 2010 | 2013 |
| ---- | ---- | ---- | ---- |
| 323  | ↘313 | ↘210 | ↘203 |